# Арос, Маурисио
Маурисио Фернандес Арос Бахамондес (исп. Mauricio Fernando Aros Bahamóndez; 9 марта 1976, Пунта-Аренас, Чили) — чилийский футболист, бывший полузащитник известный по выступлениям за клуб «Универсидад де Чили» и сборную Чили. Участник Чемпионата мира 1998 года.

## Клубная карьера
Арос воспитанник клуба «Депортес Консепсьон». В 1995 году он дебютировал за команду в чилийской Примере. В 1997 году Маурисио перешёл в столичный «Универсидад де Чили». С новый клубом он дважды завоевал Кубок Чили и выиграл чемпионат. В 2001 году Арос перешёл в нидерландский «Фейеноорд». Из-за высокой конкуренции он не смог пробиться в основу и сыграл всего в пяти матча, но стал обладателем Кубка УЕФА.  Для получения игровой практики в 2002 году Маурисио на правах аренды перешёл в тель-авивский «Маккаби». В конце сезона он стал чемпионом Израиля. Летом 2003 года также на правах аренды Арос отправился «Аль-Хиляль» из Саудовской Аравии.
В 2004 году Маурисио вернулся на родину, где недолго выступал за «Уачипато» и «Кобрелоа». В 2007 году Арос перешёл в «Универсидад де Консепсьон» с которым в третий раз стал чемпионом Чили. Отыграв два сезона он покинул клуб и выступал за «О’Хиггинс» и «Унион Темуко», где и завершил карьеру в 2012 году.

## Международная карьера
29 апреля 1998 года в товарищеском матче против сборной Литвы Маурисио дебютировал за сборную Чили.
В 1998 году Арос попал в заявку сборной на участие в Чемпионате мира во Франции. На турнире он принял участие в матче против команды Бразилии. В 1999 году Арос выступал на Кубке Америки. В 2001 году Маурисио в составе национальной команды во второй раз участвовал в розыгрыше Кубка Америки. На турнире он сыграл в против Венесуэлы и Эквадора. В 2004 году Арос в третий раз выступил на Кубке Америки. Он сыграл на турнире в поединках Коста-Рики и Парагвая.

## Достижения
Командные
 «Универсидад де Чили»
- Чемпионат Чили по футболу — 1999
- Чемпионат Чили по футболу — 2000
- Обладатель Кубка Чили — 1998
- Обладатель Кубка Чили — 2000

 «Фейеноорд»
- Обладатель Кубка УЕФА — 2002

 «Маккаби» (Тель-Авив)
- Чемпионат Израиля по футболу — 2002/03

 «Универсидад де Консепсьон»
- Обладатель Кубка Чили — 2008/09